# Liste der Talsperren und Stauseen in Namibia
Dies ist eine Liste der Talsperren und Stauseen in Namibia. Der Großteil der Talsperren bzw. Stauseen wird von dem namibischen Wasserversorgungsunternehmen Namibia Water Corporation betrieben. In der deutschen Sprache in Namibia bezeichnet Damm (bzw. englisch Dam) sowohl jede Art von Stauanlage als auch den Stausee.

## Liste
| Talsperre          | Stausee               | Fläche (max.) in km² | Stauvolumen (max.) in Mio. m³ | Fließgewässer           | Lage                                                 | Betreiber                                            | Foto |
| ------------------ | --------------------- | -------------------- | ----------------------------- | ----------------------- | ---------------------------------------------------- | ---------------------------------------------------- | ---- |
| Augeigas-Damm      | Augeigas-Stausee      |                      |                               | Augeigas                | 24 km westlich von Windhoek im Daan-Viljoen-Wildpark | Ministerium für Umwelt und Tourismus                 |      |
| Avis-Damm          | Avis-Stausee          |                      | 2,400                         | Klein-Windhoek-Rivier   | Windhoek-Avis                                        | Greenspace (Pächter) Stadt Windhoek (Eigentümer)     |      |
| Bondels-Damm       | Bondels-Stausee       | 0,78                 | 1,103                         | Satco                   | 7 km westlich von Karasburg                          | Namibia Water Corporation                            |      |
| Daan-Viljoen-Damm  | Daan-Viljoen-Stausee  | 0,203                | 0,429                         | Schwarzer Nossob        | 3 km westlich von Gobabis                            | Namibia Water Corporation                            |      |
| Dreihuk-Damm       | Dreihuk-Stausee       | 3,492                | 15,493                        | Hom                     | 20 km südwestlich von Karasburg                      | Namibia Water Corporation                            |      |
| Friedenau-Damm     | Friedenau-Stausee     | 8,304                | 6,723                         | Kuiseb                  | 38 km südwestlich von Windhoek                       | Namibia Water Corporation                            |      |
| Goreangab-Damm     | Goreangab-Stausee     |                      | 3,600                         |                         | Windhoek-Goreangab                                   | Namibia Water Corporation Stadtverwaltung Windhoek   |      |
| Hardap-Damm        | Hardap-Stausee        | 28,709               | 294,593                       | Fischfluss              | 20 km nördlich von Mariental                         | Namibia Water Corporation                            |      |
| Naute-Damm         | Naute-Stausee         | 1,532                | 83,580                        | Löwenfluss              | 45 km südwestlich von Keetmanshoop                   | Namibia Water Corporation                            |      |
| Neckartal-Damm     | Neckartal-Stausee     | 39,000               | 849,000                       | Fischfluss              | 40 Kilometer westlich von Keetmanshoop               | Ministerium für Landwirtschaft Wasser und Landreform |      |
| Oanob-Damm         | Oanob-Stausee         | 3,603                | 34,505                        | Oanob                   | 7 km westlich von Rehoboth                           | Namibia Water Corporation                            |      |
| Olushandja-Damm    | Olushandja-Stausee    | 29,000               | 42,331                        | Pipeline aus dem Kunene | 120 km nordwestlich von Oshakati                     | Namibia Water Corporation                            |      |
| Omdel-Damm         | Omdel-Stausee         | 4,398                | 41,288                        | Omaruru                 | 38 km östlich von Henties Bay                        | Namibia Water Corporation                            |      |
| Omatako-Damm       | Omatako-Stausee       | 12,545               | 43,499                        | Omatako                 | 170 km nördlich von Windhoek                         | Namibia Water Corporation                            |      |
| Omatjenne-Damm     | Omatjenne-Stausee     | k. A.                | 5,060                         | Omatjenne               | 15 km nordwestlich von Otjiwarongo                   | Namibia Water Corporation                            |      |
| Otjivero-Hauptdamm | Otjivero-Stausee      | 1,541                | 9,808                         | Weißer Nossob           | 100 km westlich von Gobabis                          | Namibia Water Corporation                            |      |
| Otjivero-Nebendamm | Otjivero-Stausee      | 3,162                | 7,795                         | Weißer Nossob           | 100 km westlich von Gobabis                          | Namibia Water Corporation                            |      |
| Swakoppforte-Damm  | Swakoppforte-Stausee  | 7,808                | 63,489                        | Swakop                  | 50 km westlich von Okahandja                         | Namibia Water Corporation                            |      |
| Tilda-Viljoen-Damm | Tilda-Viljoen-Stausee | 0,189                | 1,224                         | Schwarzer Nossob        | Gobabis                                              | Namibia Water Corporation                            |      |
| Van-Rhyn-Damm      | Van-Rhyn-Stausee      | 0,48                 |                               |                         | Keetmanshoop                                         |                                                      |      |
| Voigtsgrund-Damm   | Voigtsgrund-Stausee   |                      | 11,0                          | Tsuab                   | Hauptstraße C19 östlich von Mariental                | privat                                               |      |
| Von-Bach-Damm      | Von-Bach-Stausee      | 4,884                | 48,560                        | Swakop                  | 5 Kilometer südöstlich von Okahandja                 | Namibia Water Corporation                            |      |